# Kunashiri (1940)
Kunashiri (国後) fue uno de los cuatro destructores de escolta de la clase Shimushu construidos para la Armada Imperial Japonesa durante la Segunda Guerra Mundial.

## Hundimiento

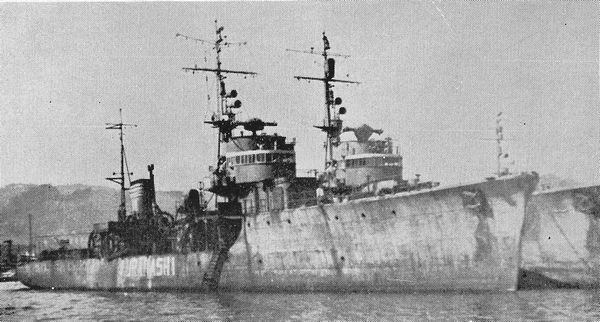
El Kunashiri en el año 1946.

Después del final de la Segunda Guerra Mundial tras la rendición de Japón, el Kunashiri regresó a Sasebo y luego fue utilizado por el Servicio de Repatriación Aliado. El 4 de junio de 1946, mientras se dirigía a Uraga, el buque encalló y luego fue abandonado. En un intento por rescatarlo, el Kamikaze también encalló, mientras que al mismo tiempo, también estaba repatriando tropas japonesas desde Singapur.